# 首都高速6号向島線

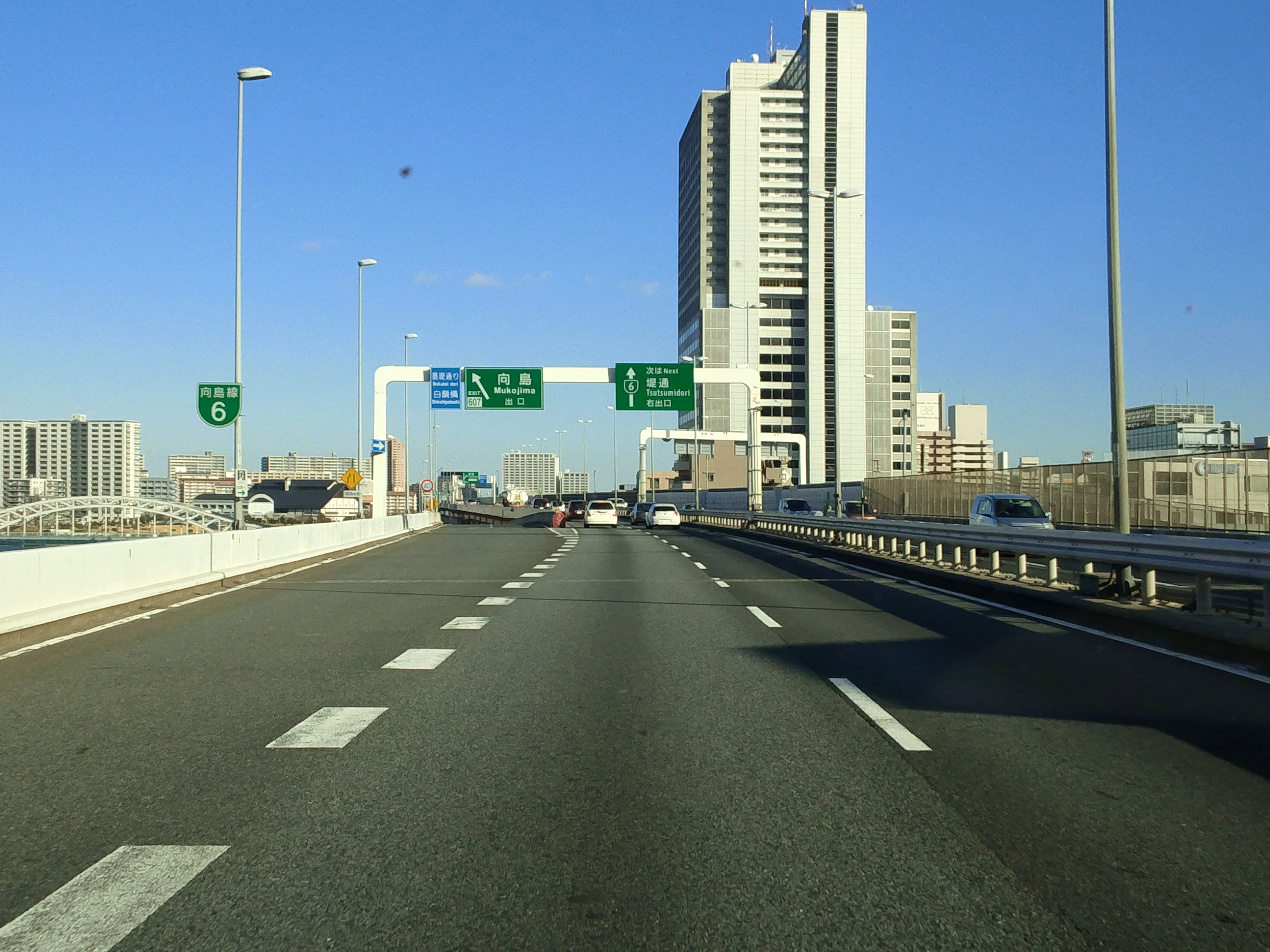
首都高速6号向島線（向島出口付近）

首都高速6号向島線（しゅとこうそく6ごうむこうじません）は、東京都中央区の江戸橋ジャンクション（JCT）から、東京都葛飾区の堀切JCTへ至る首都高速道路の路線である。

## 概要
法定路線名は東京都道高速6号線。
5号池袋線とともに、S1川口線（東北自動車道）方面・中央環状線方面と都心を結ぶルートの一つを構成するほか、6号三郷線（常磐自動車道）方面・7号小松川線（京葉道路）方面とも結んでいる。
江戸橋JCTで都心環状線と分岐し、日本橋川の川筋を南東に進んだのち北東に向きを変え、箱崎川跡に差し掛かる。この区間は複数の出入路と接続する循環車線（箱崎ロータリー）、東京シティエアターミナルを内包する箱崎JCTがあるため非常に複雑な構造である。その先は隅田川を右岸から左岸へ横断する両国大橋で、7号小松川線と分岐する両国JCTを構造に含む。7号線と向島出入口方面とは直接接続していないが、箱崎JCTの循環車線を利用することで相互の行き来は可能である。その先は隅田川の東岸を走る。河川の護岸工事に合わせてケーソン工法により同時施工され、橋脚と護岸は一体構造となっている。向島出入口までは1971年（昭和46年）3月21日に開通した第一期区間。その先は1982年（昭和57年）3月30日に中央環状線の千住新橋出入口まで開通した第二期区間で、白鬚東防災拠点用地を通り、荒川を新荒川橋で渡った先の堀切JCTで中央環状線に接続、千住新橋まで開通の時点で都心から国道4号（春日部方面）へのバイパスとなった。6号三郷線の開通は1985年（昭和60年）1月24日、S1川口線の開通は1987年（昭和62年）9月9日に実現し、「東日本の背骨」を担う大動脈となった。
全線高架構造で、路線の多くが河川および箱崎川の公有水面埋立地を利用したため民有地の買収は少なく済んだ。箱崎川沿いのはしけ業者や沿岸倉庫業者には他の地に代替施設を用意したり、一部の倉庫の営業廃止の補償を行った。向島地区には東京大学および一橋大学のボート部の艇庫があったが、東京大学は埼玉県戸田市、一橋大学には神奈川県の相模湖に代替施設を用意した。吾妻橋のアサヒビール倉庫および向島の倉庫業者、堤通の東京都下水道局墨田ポンプ場については区分地上権を設定した。桜の名所である隅田公園では、旧来の名残を保つよう配慮された。
この路線は東京都心部と東北自動車道・常磐自動車道・京葉道路方面を行き来する交通が集中するため渋滞が激しい。特に、両国JCTでは合流の都合上、当路線と7号小松川線の上り線がそれぞれ1車線ずつに減少するため渋滞に拍車をかけている。ただし、2025年現在では中央環状線の開通、箱崎JCTの改良、東京外環自動車道の千葉区間開通、首都圏中央連絡自動車道藤沢IC～大栄JCT間直結によって以前に比べると渋滞の発生は大きく減少している。
毎年7月に行われる「隅田川花火大会」開催時には、会場付近にかかる両国JCT - 堤通入口・堀切JCT間が通行止めとなる。

## 路線番号
6

## 出入口など
- 全線東京都内に所在。

| 出入口 番号 | 施設名     | 接続路線名 | 起点 から (km)         | 備考                                                      | 所在地 |
| ----------- | ---------- | ---------- | ---------------------- | --------------------------------------------------------- | ------ |
| -           | 江戸橋JCT  | 都心環状線 | 0.0                    |                                                           | 中央区 |
| 602/601     | 箱崎出入口 |            | 0.8 0.9                | 東京シティエアターミナル 浜町入口はETC専用 箱崎ロータリー | 中央区 |
| -           | 箱崎JCT    | 深川線     | 0.8 0.9                | 東京シティエアターミナル 浜町入口はETC専用 箱崎ロータリー | 中央区 |
| -           | 箱崎PA     | -          | 0.8 0.9                | 東京シティエアターミナル 浜町入口はETC専用 箱崎ロータリー | 中央区 |
| 604         | 浜町出入口 |            | 0.8 0.9                | 東京シティエアターミナル 浜町入口はETC専用 箱崎ロータリー | 中央区 |
| 603         | 清洲橋出口 | 清洲橋通り | 0.8 0.9                | 東京シティエアターミナル 浜町入口はETC専用 箱崎ロータリー | 中央区 |
| -           | 両国JCT    | 小松川線   | 2.1                    |                                                           | 墨田区 |
| 605         | 駒形出入口 |            | 4.0                    | 銀座・新宿方面出入口                                      | 墨田区 |
| -           | 駒形PA     | -          |                        | 銀座・新宿方面                                            | 墨田区 |
| 606         | 向島出入口 | 墨堤通り   | 6.2                    | 銀座・新宿方面出入口                                      | 墨田区 |
| 607         | 向島出入口 | 墨堤通り   | 6.3                    | 三郷・東北道方面出入口                                    | 墨田区 |
| 609         | 堤通出入口 |            | 7.5                    | 銀座・新宿方面出入口                                      | 墨田区 |
| 610         | 堤通出入口 | 8.5        | 三郷・東北道方面出入口 |                                                           | 墨田区 |
| -           | 堀切JCT    | 中央環状線 | 9.5                    |                                                           | 葛飾区 |

## 歴史
1959年（昭和34年）8月18日、1 - 8号線からなる「東京都市計画都市高速道路」のうちの6号線として、墨田区寺島町1丁目（2025年現在の墨田区堤通、向島出入口）を起点、中央区日本橋兜町1丁目（江戸橋JCT）を終点とする6.24kmが都市計画決定した。当初の計画では日本橋人形町、日本橋久松町、日本橋浜町を経由し隅田川に至るルートであったが、民有地の取得を軽減するため日本橋川の上部および箱崎川跡の埋立地を経由する経路に変更された。これにあわせ、9号深川線と接続する箱崎JCTに東京シティエアターミナルを建設する計画も立てられた。1961年7月に隅田川左岸のケーソン基礎工事に着手したが、本格的な工事は東京オリンピック以降に行われた。両国JCTは1967年3月、箱崎JCTは1968年3月に着工。1971年（昭和46年）3月21日、江戸橋JCT - 向島出入口間および7号小松川線が開通した。1980年（昭和55年）2月5日には、9号深川線と接続する箱崎JCT供用開始。
6号向島線の残区間および中央環状線・6号三郷線の各一部となる、墨田区堤通1丁目（向島出入口）と足立区加平（加平出入口）、葛飾区四つ木（四つ木出入口）の間の7.7kmは1971年3月1日に工事着手。1982年（昭和57年）3月30日に向島出入口 - 堀切JCT間および中央環状線堀切JCT - 千住新橋出入口間が開通し、6号向島線としては全線開通となった。

## 交通量
24時間交通量（台）　道路交通センサス
| 区間                    | 平成17（2005）年度 | 平成22（2010）年度 | 平成27（2015）年度 |
| ----------------------- | ------------------ | ------------------ | ------------------ |
| 江戸橋JCT - 箱崎出入口  | 76,865             | 135,061            | 138,188            |
| 箱崎出入口 - 箱崎JCT    | 76,865             | 135,061            | 107,583            |
| 箱崎JCT - 浜町出入口    | 76,865             | 110,024            | 111,024            |
| 浜町出入口 - 清洲橋出口 | 76,865             | 127,074            | 130,992            |
| 清洲橋出口 - 両国JCT    | 76,865             | 127,074            | 130,992            |
| 両国JCT - 駒形出入口    | 76,865             | 70,024             | 74,952             |
| 駒形出入口 - 向島出入口 | 76,865             | 69,032             | 68,739             |
| 向島出入口 - 堤通出入口 | 76,865             | 77,590             | 76,386             |
| 堤通出入口 - 堀切JCT    | 76,865             | 74,625             | 76,084             |

（出典：「平成22年度道路交通センサス」・「平成27年度全国道路・街路交通情勢調査」（国土交通省ホームページ）より一部データを抜粋して作成）
- 令和2年度に実施予定だった交通量調査は、新型コロナウイルスの影響で延期された[8]。